# 문경 대승사 금동관음보살좌상
문경 대승사 금동관음보살좌상(聞慶 大乘寺 金銅觀音菩薩坐像)은 대한민국 경상북도 문경시 산북면, 대승사에 있는 조선시대의 보살상이다. 1989년 4월 15일 대한민국의 보물 제991호 문경대승사금동보살좌상으로 지정되었다가, 이후 현재의 명칭으로 변경되었다.

## 개요
진평왕 9년(587)에 세운 대승사에 모셔진 보살상으로 유리상자를 씌워 모셔 놓았다. 불상 속에서 나온 관음보살원문(觀音菩薩願文)의 기록으로 미루어보아 조선 중종 11년(1516) 불상에 새로 금을 칠하기 이전인 15세기 후반에 만들어진 것으로 추정된다.
머리에는 화려한 관을 쓰고 있으며, 양쪽 귀에 걸친 머리카락은 여러 가닥으로 흩어져 어깨를 덮고 있다. 귀는 약간 짧고 목에는 3줄로 새겨진 삼도(三道)가 명확하게 있다. 양 어깨를 감싸고 입은 옷은 팔에 걸쳐 내려 무릎을 덮고 있으며, 전신에 걸쳐 화려한 구슬 장식이 있다. 오른손은 어깨까지 들어 엄지와 중지를 맞대고 손바닥을 밖으로 하고 있고, 왼손은 팔꿈치와 수평으로 들어 엄지와 중지를 맞대고 손바닥을 위로 하고 있다.
가슴, 배, 무릎에 표현된 구슬 장식이 경상북도 영덕의 장육사 건칠보살좌상(보물 제993호)과 흡사하지만 어깨와 등의 번잡한 장식이 옷속에 감추어진 점이 다르다. 특히 띠매듭 바로 위의 치마상단이 긴 상체의 가운데에 표현되어 마치 보살상을 둘로 나눈 것처럼 보이게 한 것 또한 이 불상만의 독특한 특징이라 할 수 있다.

## 같이 보기
- 대승사
- 영덕 장륙사 건칠관음보살좌상 (보물 제993호)

## 참고 자료
- 문경 대승사 금동관음보살좌상 - 국가유산청 국가유산포털